# Sozialdemokratische Partei der Freien Stadt Danzig
Die Sozialdemokratische Partei der Freien Stadt Danzig war eine sozialdemokratische Partei, die von 1919 bis 1936 in der Freien Stadt Danzig existierte.

## Entstehung
Nachdem aufgrund der Vorgaben des Versailler Vertrages Danzig aus dem Staatsgebiet des Deutschen Reiches herausgelöst und in einen Freistaat umgewandelt wurde, spaltete sich die lokale Organisation der SPD vom Rest der Partei ab und gründete eine unabhängige Partei. Es bestanden jedoch weiterhin enge Verbindungen zur Mutterpartei, insbesondere im Hinblick auf die inhaltliche Ausrichtung der Partei.

## Organisation

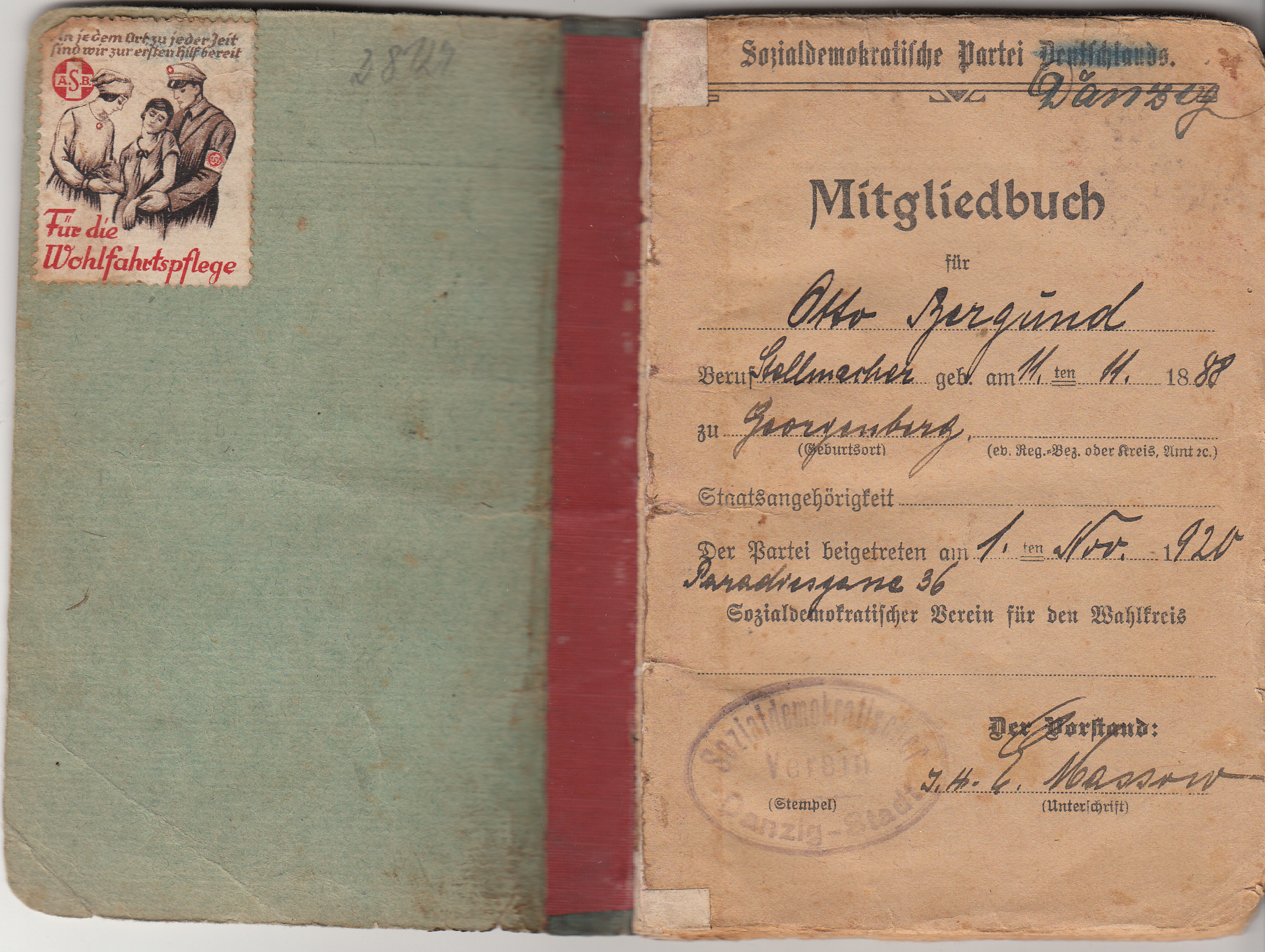
Seite 1 des Mitgliedsbuches der Sozialdemokratischen Partei in Danzig von Otto Bergund

Auch die Parteiorganisation hatte diejenige der SPD zum Vorbild. In den späten zwanziger Jahren hatte die Partei nach eigenen Angaben 5.418 Mitglieder, von denen 950 Frauen waren. Von 1923 bis zu ihrem Ende 1936 war die Partei Mitglied der Sozialistischen Arbeiterinternationale.
Der erste Vorsitzende war von 1919 bis 1921 Julius Gehl. Von 1921 bis 1936 wurde die Partei von Arthur Brill geführt.
Der Arbeiterjugendbund war die Jugendorganisation der Partei und hatte etwa 450 Mitglieder.

## Geschichte
Von August 1925 bis Oktober 1926 und erneut von Januar 1928 bis Oktober 1930 nahm die Fraktion der Partei an bürgerlichen Koalitionsregierungen im Danziger Senat teil. Ende des Jahres 1930 wurde im Senat eine neue rechtsbürgerliche Koalition unter Duldung der Nationalsozialisten gebildet. Die Danziger Sozialdemokraten gründeten daraufhin den Arbeiter-Schutzbund, eine paramilitärische Vereinigung zur Verteidigung ihrer Interessen gegen die nationalsozialistische Bedrohung. Der Arbeiter-Schutzbund hatte ungefähr 4.500 Mitglieder.
Am 5. Mai 1932 wurde ein sozialdemokratisches Mitglied des Stadtrates, Gruhn, von dem Leiter des SS-Bezirkes Neuteich ermordet. Die Danziger Volksstimme, die Zeitung der Sozialdemokraten, wurde daraufhin für drei Monate verboten, da sie als einzige Zeitung über dieses Ereignis berichtet hatte. Im Oktober 1936 wurden 120 Parteimitglieder verhaftet und am 14. Oktober 1936 wurde die Partei verboten.
Am 25. Mai 1937 wurde der Danziger Sozialdemokrat Hans Wichmann von der Gestapo ermordet, nachdem er Besuch von Carl Jacob Burckhardt, einem Hohen Kommissar des Völkerbundes, erhalten hatte.

## Wahlergebnisse
Bei den Wahlen zum Volkstag erreichte die Partei die folgenden Ergebnisse:
| Wahl | Stimmen (absolut) | Stimmen (relativ) | Mandate |
| ---- | ----------------- | ----------------- | ------- |
| 1920 | 24.409            | 15,9 %            | 19      |
| 1923 | 39.755            | 24,1 %            | 30      |
| 1927 | 61.779            | 33,8 %            | 42      |
| 1930 | 49.965            | 25,3 %            | 19      |
| 1933 | 37.882            | 17,7 %            | 13      |
| 1935 | 37.729            | 16,1 %            | 12      |

## Presse
1910 entstand in Danzig mit der Zeitung „Volkswacht“ die erste sozialdemokratische Parteizeitung. Ende 1919 wurde die Zeitung in „Danziger Volksstimme“ umbenannt. Chefredakteure waren Ernst Loops und Fritz Weber. Es war die zweitgrößte Tageszeitung in Danzig (12.000 bis 15.000 Exemplare und in den Jahren 1935–1936 sogar bis 40.000 Exemplare).